# Biomechatronic Intervention
Biomechatronic Intervention – trzeci album zespołu muzycznego Myopia. Został nagrany przez Studio X w czerwcu 2008 roku z nowym gitarzystą Robertem Słonką, który zapełnił puste miejsce po tym jak z zespołu odszedł Kamil Smala. Album wydano 1 stycznia 2009 roku.

## Lista utworów
1. Introx - 00:38
2. Mechanoth - 03:12
3. RCS01 - 04:18
4. Mechatronic robotics - 03:06
5. Biocybermedical alterations - 05:30
6. Supermegagrid - 04:50
7. Malfunction - 04:03
8. Destabilization - 03:35
9. Re-control - 04:59

## Twórcy
- Bogdan Kubica - perkusja
- Robert Kocoń - gitara basowa, śpiew
- Robert Słonka - gitara elektryczna